# شراء إدارة
شراء إدارة (بالإنجليزية: Management buyout)‏ وتعرف اختصارًا MBO، هو شكل من أشكال الاستحواذ يحصل فيه مديرو الشركة الحاليون على جزء كبير من الشركة أو كلها، سواء من شركة أم أو شخص (أشخاص) غير مصطنعين. أصبح الاستحواذ الإداري و / أو الاستحواذ بالرافعة المالية ظواهر ملحوظة في اقتصاديات الأعمال في الثمانينيات. نشأت ما يسمى بـ MBO في الولايات المتحدة، وانتشرت أولاً في المملكة المتحدة ثم في جميع أنحاء أوروبا. لعبت صناعة رأس المال الاستثماري دورًا مهمًا في تطوير عمليات الاستحواذ في أوروبا، لا سيما في الصفقات الأصغر في المملكة المتحدة وهولندا وفرنسا.
يُعرفه «مُعجم المال والأعمال» الصادر عام 2007 بأنهُ «شراء فعالية مالية حيثُ أنَّ المجموعة المكتتبة تُدبر إدارة المؤسسة»، كما يُعرفه «معجم طلال أبو غزالة القانوني» الصادر عام 2012 بأنهُ «تعبيرٌ يطلق على قيام إدارة الشركة القائمة بشراء حصة مسيطرة بالشركة».

## نظرة عامة
تتشابه عمليات الاستحواذ الإدارية في جميع الجوانب القانونية الرئيسية مع أي عملية استحواذ أخرى على شركة. تكمن الطبيعة الخاصة لـMBO في موقف المشترين كمديرين للشركة والعواقب العملية التي تتبع ذلك. خاصه، من المحتمل أن تكون عملية العناية الواجبة محدودة لأن المشترين لديهم بالفعل معرفة كاملة بالشركة المتاحة لهم. من غير المحتمل أيضًا أن يقدم البائع أي ضمانات أساسية للإدارة، على أساس أن الإدارة تعرف المزيد عن الشركة أكثر مما يعرفه البائعون، وبالتالي لا يتعين على البائعين ضمان حالة الشركة.
تتمثل بعض المخاوف بشأن عمليات الاستحواذ الإدارية في أن المعلومات غير المتماثلة التي تمتلكها الإدارة قد توفر لهم ميزة غير عادلة مقارنة بالمالكين الحاليين. قد تؤدي الاحتمالية الوشيكة لـMBO إلى مشاكل المالك والوكيل، والمخاطر الأخلاقية، وربما حتى التلاعب التنازلي الدقيق في سعر السهم قبل البيع عن طريق الكشف عن المعلومات السلبية، بما في ذلك التعرف على الخسارة المتسارع والعدواني، والإطلاق العام لمشاريع مشكوك فيها، و المكاسب السلبية. هذه المشكلات تجعل التعافي من قبل المساهمين الذين يرفعون دعوى تتحدىMBO أكثر احتمالية من التحديات لأنواع أخرى من عمليات الاندماج والاستحواذ.بطبيعة الحال، توجد أيضًا مخاوف تتعلق بحوكمة الشركات هذه أيضًا عندما تكون الإدارة العليا الحالية قادرة على الاستفادة بشكل شخصي من بيع شركتهم أو أصولها. قد يشمل ذلك، على سبيل المثال، مكافآت فراق كبيرة للمديرين التنفيذيين بعد الاستحواذ أو الاستحواذ الإداري.
نظرًا لأن تقييم الشركات غالبًا ما يخضع إلى قدر كبير من عدم اليقين والغموض، وبما أنه يمكن أن يتأثر بشدة بالمعلومات غير المتماثلة أو الداخلية، فإن البعض يشكك في صلاحية MBOs ويعتبرونها قد تمثل شكلاً من أشكال التداول من الداخل.
إن مجرد إمكانية الحصول علىMBO أو مكافأة فراق كبيرة للبيع قد تخلق حوافز ضارة يمكن أن تقلل من كفاءة مجموعة واسعة من الشركات- حتى لو بقيت كشركات عامة. هذا يمثل عوامل خارجية سلبية محتملة كبيرة. يمكن لمديري الشركة المستهدفة في بعض الأحيان إنشاء شركة قابضة لغرض شراء أسهم الشركة المستهدفة.

## الهدف
يتم إجراء عمليات الاستحواذ الإدارية من قبل فرق الإدارة حيث يرغبون في الحصول على المكافأة المالية للتطوير المستقبلي للشركة بشكل مباشر أكثر مما سيفعلون كموظفين فقط. يمكن أن يكون الاستحواذ الإداري أيضًا جذابًا للبائع حيث يمكن التأكد من أن الشركة المستقلة المستقبلية سيكون لديها فريق إدارة مخصص وبالتالي توفير حماية كبيرة للجانب السلبي ضد الفشل وبالتالي الصحافة السلبية. بالإضافة إلى ذلك، في هذه الحالة يتم دعم الاستحواذ من قبل الإدارة من قبل صندوق الأسهم الخاصة، ومن المحتمل أن تدفع الأسهم الخاصة، نظرًا لوجود فريق إداري مخصص، سعرًا مغريًا للأصل.

## التمويل

### تمويل الديون
لن يكون لدى إدارة الشركة عادةً الأموال المتاحة لشراء الشركة بشكل مباشر. سوف يسعون أولاً إلى الاقتراض من أحد البنوك، بشرط أن يكون البنك على استعداد لقبول المخاطرة. كثيرًا ما يُنظر إلى عمليات الاستحواذ الإدارية على أنها محفوفة بالمخاطر للغاية بالنسبة للبنك لتمويل الشراء من خلال قرض. يُطلب من فرق الإدارة عادةً استثمار مبلغ كبير من رأس المال بالنسبة لهم شخصيًا، اعتمادًا على مصدر التمويل/ تحديد البنوك للثروة الشخصية لفريق الإدارة. ثم يقرض البنك الشركة الجزء المتبقي من المبلغ المدفوع للمالك. يجب أن تتأهل الشركات التي تتسوق بشكل استباقي لمصادر تمويل قوية للحصول على تمويل إجمالي للديون أربع مرات على الأقل(4X) التدفق النقدي.

### تمويل الأسهم الخاصة
إذا كان البنك غير راغب في الإقراض، فعادة ما تبحث الإدارة عن مستثمري الأسهم الخاصة لتمويل غالبية الاستحواذ. يتم تمويل نسبة عالية من عمليات الاستحواذ الإدارية بهذه الطريقة. سيستثمر مستثمرو الأسهم الخاصة الأموال مقابل نسبة من الأسهم في الشركة، على الرغم من أنهم قد يمنحون أيضًا قرضًا للإدارة. ستعتمد الهيكلة المالية الدقيقة على رغبة الداعم في موازنة المخاطر بعائدها، حيث يكون الدين أقل خطورة ولكن أقل ربحية من الاستثمار الرأسمالي.
على الرغم من أن الإدارة قد لا يكون لديها موارد لشراء الشركة، إلا أن شركات الأسهم الخاصة تتطلب أن يقوم كل مدير باستثمار كبير بقدر ما يستطيع من أجل ضمان أن الإدارة محصورة من خلال مصلحة راسخة في نجاح الشركة. شركة. من الشائع أن تقوم الإدارة بإعادة رهن منازلهم من أجل الحصول على نسبة صغيرة من الشركة.
من المرجح أن يكون لمؤيدي الأسهم الخاصة أهداف مختلفة إلى حد ما عن الإدارة. إنهم يهدفون عمومًا إلى زيادة عائداتهم إلى أقصى حد وتحقيق الخروج بعد 3-5 سنوات مع تقليل المخاطر التي يتعرضون لها، في حين نادرًا ما تنظر الإدارة إلى ما هو أبعد من حياتهم المهنية في الشركة وستتخذ نظرة طويلة الأجل.
في حين أن بعض الأهداف تتطابق- ولا سيما الهدف الأساسي للربحية- يمكن أن تنشأ توترات معينة. سيفرض الداعمون دائمًا نفس الضمانات على الإدارة فيما يتعلق بالشركة التي يرفض البائعون منحها للإدارة. تعني "فجوة الضمان" هذه أن الإدارة سوف تتحمل جميع مخاطر أي عيوب في الشركة تؤثر على قيمتها.
كشرط لاستثمارهم، سيفرض الداعمون أيضًا شروطًا عديدة على الإدارة فيما يتعلق بالطريقة التي تدار بها الشركة. والغرض من ذلك هو التأكد من أن الإدارة تدير الشركة بطريقة تزيد من العوائد خلال فترة استثمار الداعمين، في حين أن الإدارة ربما كانت تأمل في بناء الشركة لتحقيق مكاسب طويلة الأجل. على الرغم من أن الهدفين ليسا متعارضين دائمًا، فقد تشعر الإدارة بأنها مقيدة.
بلغت قيمة سوق الاستحواذ الأوروبي 43.9 مليار يورو في عام 2008، بانخفاض 60% عن 108.2 مليار يورو من الصفقات في عام 2007. وكانت آخر مرة كان فيها سوق الشراء عند هذا المستوى في عام 2001 عندما وصل إلى 34 مليار يورو فقط.

### تمويل البائع
في ظروف معينة، قد يكون من الممكن للإدارة والمالك الأصلي للشركة الاتفاق على صفقة يمول بموجبها البائع عملية الشراء. سيكون السعر المدفوع في وقت البيع اسميًا، مع دفع السعر الحقيقي على مدى السنوات التالية من أرباح الشركة. عادةً ما يكون النطاق الزمني للدفع من 3 إلى 7 سنوات.
وهذا يمثل عيبًا بالنسبة للطرف البائع الذي عليه الانتظار لاستلام أمواله بعد أن فقد السيطرة على الشركة. كما أنه يعتمد أيضًا، في حالة استخدام مكاسب، على زيادة الأرباح المرتجعة بشكل كبير بعد الاستحواذ، من أجل أن تمثل الصفقة ربحًا للبائع مقارنةً بحالة ما قبل البيع. سيحدث هذا عادة فقط في ظروف خاصة للغاية. سيكون الهيكل الأمثل هو تحويل المكسب إلى المقابل المؤجل المتعاقد عليه والذي له فوائد مقنعة للبائع لأنه يحدد بشكل قانوني إجمالي المبلغ المستقبلي المدفوع لهم. يتم دفعها على شكل راتب سنوي ربع سنوي، ومن ثم يحتاج البائع إلى تأمين المعاش السنوي عن طريق أخذ ضمان مؤجل مقابل ضمان من مؤسسة ضمان مستقلة. المستفيد المباشر من الضمان هو البائع، وإذا أصبحت الشركة المباعة معسرة، بعد بيعها، مع أي مدفوعات مؤجلة مستحقة للبائع، فإن الضمان سيدفع المبلغ للبائع نيابة عن المشتري.
يوافق البائع على تمويل البائع لأسباب ضريبية، حيث سيتم تصنيف المقابل على أنه مكاسب رأسمالية وليس كدخل. قد تحصل أيضًا على بعض المزايا الأخرى مثل سعر شراء إجمالي أعلى مما يمكن الحصول عليه عن طريق الشراء العادي.
ميزة الإدارة هي أنهم لا يحتاجون إلى الانخراط في الأسهم الخاصة أو البنك وسيتركون في السيطرة على الشركة بمجرد دفع المقابل.

## امثلة
من الأمثلة الكلاسيكية على MBO شركة سبرينغفيلد لإعادة التصنيع، وهي مصنع سابق في سبرينغفيلد بولاية ميسوري مملوك لشركة نافيستار (في ذلك الوقت، انترناشونال هارفيستير) والذي كان معرضًا لخطر الإغلاق أو البيع لأطراف خارجية حتى قام مديروه بشراء الشركة.
في المملكة المتحدة، كانت شركة نيولوك موضوعًا لاستحواذ إداري في عام 2004 من قبل توم سينغ، مؤسس الشركة الذي طرحها في عام 1998. كان مدعومًا من قبل شركات الأسهم الخاصة أباكس وبيرميرا، اللذان يمتلكان الآن 60% من الشركة. ومن الأمثلة السابقة على ذلك في المملكة المتحدة الاستحواذ الإداري لشركة فيرجن التفاعلية من شركة فياكوم بقيادة مارك داين.
خضعت مجموعة فيرجن للعديد من عمليات الاستحواذ الإدارية في السنوات الأخيرة. في 17 سبتمبر 2007، أعلن ريتشارد برانسون أن ذراع المملكة المتحدة لشركة فيرجن ميغاستورز سيتم بيعها كجزء من الاستحواذ الإداري، واعتبارًا من نوفمبر2007، ستعرف باسم زاففي الجديد. في 24 سبتمبر 2008، خضع جزء آخر من مجموعة فيرجن، فيرجن كوميكس لعملية شراء إدارية وغيرت اسمها إلى لكويد كوميكس. في المملكة المتحدة، خضعت إذاعة فيرجن أيضًا لعملية مماثلة وأصبحت راديو مطلق.
في أستراليا، خضعت مجموعة أخرى من متاجر الموسيقى والترفيه لصفقة إدارية في سبتمبر 2009، عندما باع مالك ومؤسس شركة سانتي، بريت بلوندي، قسم الترفيه في BB Retail Capital (بما في ذلك سانتي، والامتيازات الأسترالية لشركة فيرجن إنترتينمنت واتش ام في) إلى رئيس قسم الترفيه في الشركة، راي عيتاوي. كان هذا مقابل مبلغ لم يكشف عنه، مما جعل سانتي انترتينمنت تصبح شركة خاصة في حد ذاتها.
هيتمان هي سلسلة ألعاب فيديو خفية طورتها الشركة الدنماركية آي أو إنتراكتيف، والتي تم نشرها سابقًا بواسطة إيدوس التفاعلية وسكوير انيكس. ظلت آي أو إنتراكتيف شركة تابعة لـ سكوير انيكس حتى عام2017، عندما بدأت سكوير انيكس في البحث عن بائعين للاستوديو، أكملت IO التفاعلية شراء الإدارة، واستعادت وضعها المستقل واحتفظت بحقوق هتمن، في يونيو 2017.

## وصلات خارجية
- تعريف الاستحواذ الإداري
- تعريف شراء إدارة الشراء
- مقالة إستراتيجيات الاستحواذ للإدارة الإبداعية "